# 朗比奇 (密西西比州)
朗比奇（英語：Long Beach）是位於美國密西西比州哈里森縣的城市。

## 人口
根據2020年美國人口普查的數據，朗比奇的面積為36.23平方千米，當中陸地面積為26.53平方千米，而水域面積為9.70平方千米。當地共有人口16780人，而人口密度為每平方千米463人。